# خط البصر

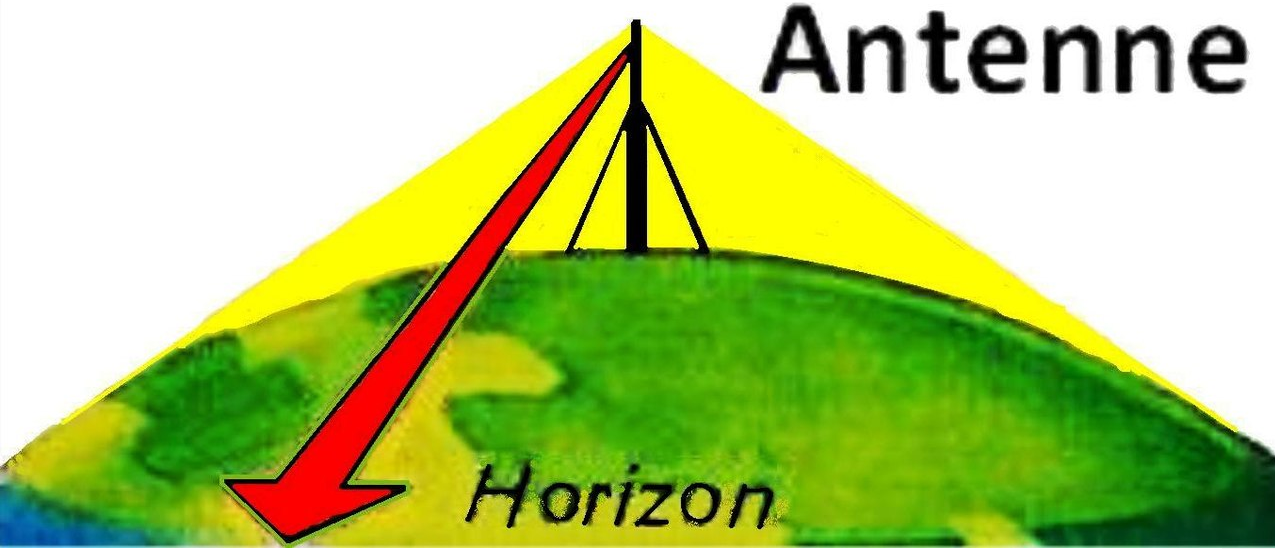

خط البصر مصطلح يشير إلى أن انتقال الأمواج الكهرومغناطيسية يتم على شكل خطوط مستقيمة. إن الأشعة أو الأمواج تتعرض لإنكسارات، انعكاسات، أو امتصاص ولا يمكنها أن تسافر إلى ماوراء مجال الأفق البصري أو عبر العوائق.
كما هو الحال بالنسبة لجميع الأمواج الكهرومغناطيسية، فإن الأمواج الراديوية أيضًا تنتقل على شكل خطوط مستقيمة. عند التردادت المنخفضة (مادون 2 ميغاهرتز) تنتقل الأمواج الرادوية على شكل أمواج أرضية، أي أنها تنتقل بشكل مواز لسطح الكرة الأرضية وذلك بسبب الانحراف، وهذا مما يمكن أمواج « تضمين المطال » الراديوية من الالتقاط حتى لو كان مكان وجود هوائي الاستقبال في مكان خارج أفق هوائي إصدار هذه الأمواج.